# 铁角蕨
铁角蕨（学名：Asplenium trichomanes）为铁角蕨科铁角蕨属下的一个种，廣泛分佈於南極外各大洲。

## 扩展阅读
- 維基物種上的相關：铁角蕨